# Teduglutid
Teduglutid ist ein Arzneistoff aus der Gruppe der Hormonanaloga, der in der Behandlung des Kurzdarmsyndroms eingesetzt wird. Es handelt sich um ein Analogon des Peptidhormons Glucagon-like Peptids-2 (GLP-2), ein Hormon, das im menschlichen Darm von Enteroendokrinen Zellen produziert wird. Es wird in Escherichia-coli-Zellen mittels rekombinanter DNA-Methode hergestellt.

## Klinische Angaben

### Anwendungsgebiete (Indikationen)
Teduglutid ist indiziert zur Behandlung von Erwachsenen mit Kurzdarmsyndrom. Es kann die eingeschränkte Nährstoff- und Flüssigkeitsaufnahme im verbliebenen Darmabschnitt verbessern und damit die Abhängigkeit von parenteraler Ernährung und Flüssigkeitszufuhr reduzieren.

### Art und Dauer der Anwendung
Die Injektion erfolgt einmal täglich subkutan in das Abdomen oder die Oberschenkel, die Injektionsstelle ist vorab zu reinigen. Nach sechs Monaten sollte der Behandlungseffekt beurteilt werden. Die Therapie erfolgt unter Aufsicht eines Facharztes oder einer qualifizierten medizinischen Fachkraft. Vor Beginn der Anwendung sollte eine Koloskopie durchgeführt werden, um abzuklären, ob Darmpolypen vorliegen und um diese gegebenenfalls zu entfernen.

### Gegenanzeigen (Kontraindikationen)
Teduglutid ist kontraindiziert bei einer Überempfindlichkeit gegen den Wirkstoff, andere Bestandteile des Arzneimittels oder Tetracyclin. Außerdem ist es bei aktiver Krebserkrankung oder bei Verdacht auf Krebs nicht anzuwenden sowie bei einer malignen Erkrankung des Magen-Darm-Trakts, die bis zu 5 Jahre zuvor aufgetreten ist.

### Unerwünschte Wirkungen (Nebenwirkungen)
Als häufigste Nebenwirkung wurden abdominale Schmerzen und Blähungen, Atemwegsinfektionen, Übelkeit, Reaktionen an der Injektionsstelle, Kopfschmerzen, Erbrechen und periphere Ödeme beobachtet.

## Pharmakologische Eigenschaften

### Wirkungsmechanismus (Pharmakodynamik)
Teduglutid erhöht die Darmzottenhöhe im Dünndarm, wodurch eine Ausdehnung des absorbierenden Darmepithels bewirkt wird. Es erhöht den Blutfluss in und aus dem Darm und reduziert die Geschwindigkeit, mit der Nahrung durch den Darm transportiert wird. Außerdem hemmt Teduglutid die Produktion von Magensäure.

## Handelsnamen
Revestive (EU), Gattex (USA)